# Li Xirui
Li Xirui (chino simplificado= 李溪芮) también conocida como Sierra Li, es una actriz y cantante china.

## Biografía
Se entrenó en la Universidad Minzu de China (en inglés: "Minzu University of China").
Es amiga de la actriz Dilraba Dilmurat.

## Carrera
Previamente formó parte de la agencia "Jay Walk Studio" del 2013 hasta el 2018.
En el 2015 se unió al elenco recurrente de la serie Legend of Fragrance donde dio vida a Ning Peishan, la hermana gemela de Ning Zhiyuan (Li Yifeng) y la esposa de Wen Shixuan (Huang Ming).
En enero del 2017 se unió al elenco de la serie Pretty Li Hui Zhen donde interpretó a la asistente Xia Qiao, la amiga de Li Huizhen (Dilraba Dilmurat).
El 15 de enero del 2018 se unió al elenco principal de la serie Pretty Man (国民老公) donde dio vida a la artista Qiao Anhao, el interés romántico del artista Lu Jinnian (Xiong Ziqi), hasta el final de la temporada el 5 de febrero del mismo año. Xirui fue reemplazada durante la segunda temporada por la actriz Lai Yumeng.
El 23 de enero del mismo año se unió al elenco principal de la serie To Love, To Heal donde interpretó a Xiao Shuiguang, una joven vivaz cuya vida da un vuelco cuando su novio Yu Jinglan (Huang Ming) muere en un accidente automovilístico, por lo que se convierte en una joven triste y deprimida, hasta que conoce y se enamora de Zhang Zhenglan (Jiang Chao), hasta el 28 de marzo del mismo año.
El 31 de enero del mismo año se unió al elenco principal de la serie Dongshan Fine After Queen Consort the Snow (东山晴后雪) donde dio vida a Zhao Xiaoqing, una oficial de relaciones públicas que atiende a clientes VIP que tiene un problema psicológico que no quiere admitir, hasta el final de la serie el 14 de marzo del mismo año.
En el 2022 se unirá al elenco principal de la serie Chinese Peacekeeping Force (蓝盔特战队) donde interpretó a la soldado Tong Xiangzhen.

## Filmografía

### Series de televisión
| Año             | Título                                     | Personaje      | Notas        |
| --------------- | ------------------------------------------ | -------------- | ------------ |
| 2022 - presente | Chinese Peacekeeping Force                 | Tong Xiangzhen |              |
| 2020 - presente | Sniper                                     | Qin Zishu      |              |
| 2018            | Dongshan Fine After Queen Consort the Snow | Zhao Xiaoqing  | 38 episodios |
| 2018            | To Love, To Heal                           | Xiao Shuiguang | 40 episodios |
| 2018            | Pretty Man                                 | Qiao Anhao     | 28 episodios |
| 2017            | Pretty Li Hui Zhen                         | Xia Qiao       | 40 episodios |
| 2016            | Legend of Ace                              | Xiao Qingxuan  | 31 episodios |
| 2016            | The Interpreter                            | Wu Jiayi       |              |
| 2015            | Hummingbird                                | Gu Manting     |              |
| 2015            | Legend of the Concubinage                  | Qin Zhiruo     |              |
| 2015            | You Are My Sisters                         | Yang Jiajia    |              |
| 2015            | Legend of Fragrance                        | Ning Peishan   |              |
| 2014            | V Love                                     | Kang Weiwei    |              |
| 2014            | The Wife's Secret                          | Huang Rong     |              |
| 2014            | Youth Without Limits                       | Liu Yinqi      |              |
| 2011            | Waking Love Up                             | Da'na          |              |

### Películas
| Año  | Título                 | Personaje | Notas                                                       |
| ---- | ---------------------- | --------- | ----------------------------------------------------------- |
| 2015 | The Witness (我是证人) | Ya Nan    | junto a Yang Mi, Luhan, Zhu Yawen, Leon Lai Yi y Liu Ruilin |

### Apariciones en programas
| Año             | Programa                         | Notas                  |
| --------------- | -------------------------------- | ---------------------- |
| 2020 - presente | Actor Please Take Your Place S2  | participante           |
| 2018            | 无与伦比的发布会                 |                        |
| 2015, 2016      | Happy Camp (快乐大本营)          | 2 episodios - invitada |
| 2014            | 带你去见TA                       |                        |
| 2013            | 2013亚洲青春派                   |                        |
| 2012            | 亚洲偶像盛典                     |                        |
| 2011            | Very Quiet Distance (非常静距离) |                        |
| 2011            | 中华情                           |                        |

### Revistas / sesiones fotográficas
| Año        | Título               | Notas                                            |
| ---------- | -------------------- | ------------------------------------------------ |
| 2020       | Beijing Youth Weekly | junto a Xiong Ziqi - (publicación #1269)         |
| 2019       | Rayli Magazine       | junto a Wang Yanlin - (publicación de diciembre) |
| 2019       | InSnap Magazine      |                                                  |
| 2017, 2019 | Grazia Magazine      |                                                  |
| 2018       | CéCi China Magazine  | (publicación de diciembre)                       |
| 2018       | CHIC Magazine        | [ 8 ]                                            |
| 2017       | ELLE Magazine        |                                                  |

### Eventos
| Año  | Título        | Notas      |
| ---- | ------------- | ---------- |
| 2019 | Bulgari Event | en Beijing |

## Discografía

### Singles
| Año  | Canción                                              | Álbum                                       | Notas              |
| ---- | ---------------------------------------------------- | ------------------------------------------- | ------------------ |
| 2018 | "Not a Rash Act" (不是冲动)                          | OST de "Pretty Man Season 1"                | junto a Xiong Ziqi |
| 2017 | "To Love Completely" (愛得起)                        | OST de "Pretty Li Hui Zhen"                 | junto a Vin Zhang  |
| 2016 | "You Are My Most Beloved Baby" (你就是我最爱的宝宝)  | OST de "Legend of Ace"                      |                    |
| 2015 | "The Past Events in My Heart" (心中的过往)           | OST de "Hummingbird"                        |                    |
| 2011 | "A Misunderstanding" (一场误会)                      | OST de "The Seven Heroes and Five Gallants" |                    |
| 2011 | "The World's Most Beautiful Flower" (世间最美丽的花) | OST de "Tracking Knights Phantom"           |                    |
| 2014 | "Heavenly Stairs" (天梯)                             | OST de "V Love"                             |                    |

### Álbum
| Año  | Título                  | Notas |
| ---- | ----------------------- | ----- |
| 2011 | "Light and Heat" (光热) |       |

## Premios y nominaciones
| Año  | Categoría               | Premio                    | Trabajo | Resultado |
| ---- | ----------------------- | ------------------------- | ------- | --------- |
| 2018 | Media Recommended Actor | 10th China TV Drama Award | -       | Ganó      |
| 2016 | New Artist Award        | Fashion Power Award       | -       | Ganó      |